# Oddziały Armii Atlantyku
Oddziały Armii Atlantyku (Détachement d’armée de l’Atlantique) – wyższy związek taktyczny Francuskiej Armii Wyzwolenia w czasie II wojny światowej.

## Historia
W końcu września 1944 zdecydowana większość Francji została wyzwolona przez Ruch Oporu bądź regularne wojska alianckie. Wojska niemieckie utrzymały się jedynie w Alzacji i Lotaryngii, na przedwojennej granicy francusko-włoskiej oraz nad Zatoką Biskajską (Oléron, Royan, Médoc, część Bretanii, La Rochelle i Ré) i w rejonie Dunkierki.
14 października 1944 z ok. 65 tys. bojowników Francuskich Sił Wewnętrznych z Kraju Loary, Bretanii i Akwitanii, którzy zgłosili się do służby w regularnej Francuskiej Armii Wyzwolenia, sformowano Francuskie Siły Zachodnie (Forces Françaises de l’Ouest) pod dowództwem gen. Edgarda de Larminat. 1 marca 1945 współdziałające z francuską flotą i lotnictwem, liczące ok. 85 tys. żołnierzy FFO przemianowano na Oddziały Armii Atlantyku.
Przełamanie niemieckich kotłów nastąpiło dopiero wiosną 1945, ostatni bastion Wehrmachtu (Saint-Nazaire) poddał się dopiero 11 maja 1945.

## Skład
Dowódca:
- gen. Edgard de Larminat

Sztab:
- szef sztabu – płk Conze
- zastępca szefa sztabu – ppłk Franchi
- szef biura konstrukcji – ppłk Meyer
- szef I biura – ppłk Puimoyen
- szef II biura – mjr Bagneris
- szef III biura – ppłk de Sainte-Opportune
- szef IV biura – ppłk Tallon
- szef V biura – mjr Averat
- biuro współdziałania z Marynarką – kmdr Le Floc’h
- szef służby medycznej – płk dr Reilinger
- dowódca artylerii – ppłk Jacobson
- dowódca saperów – ppłk Poirot
- dowódca pociągów – płk Devimeux
- dowódca wojsk łączności – płk Babet
- szef intendentury – płk Juramy
- szef zaopatrzenia – ppłk Clerc
- sędzia – por. Mossman

Jednostki wojskowe:
- 19 Dywizja Piechoty
- 23 Dywizja Piechoty
- 25 Dywizja Piechoty Zmotoryzowanej
- Front Medoc[c][6]